# Slutstation Brooklyn
Slutstation Brooklyn (tyska: Letzte Ausfahrt Brooklyn) är en tysk-amerikansk-brittisk dramafilm från 1989 i regi av Uli Edel.
Filmen bygger på Hubert Selby Jr.:s roman med samma namn.

## Utmärkelser
Slutstation Brooklyn vann Tyska filmpriset för bästa film 1990.

## Rollista i urval
- Stephen Lang - Harry Black
- Jennifer Jason Leigh - Tralala
- Burt Young - Big Joe
- Peter Dobson - Vinnie
- Jerry Orbach - Boyce
- Stephen Baldwin - Sal
- Sam Rockwell - Al
- Alexis Arquette - Georgette
- Ricki Lake - Donna
- Mark Boone Junior - Willie